# Acetylacetonát chromnatý
Acetylacetonát chromnatý, zkráceně Cr(acac)2, je chromnatý komplex s acetylacetonátovými (acac) ligandy, patřící mezi acetylacetonáty kovů. Jedná se o paramagnetickou hnědožlutou pevnou látku, citlivou na přítomnost vzduchu. Cr centrum má, jak bylo zjištěno pomocí rentgenové krystalografie, čtvercově rovinnou geometrii.